# Enkheim U bahn station
Enkheim U bahn station i Frankfurt
Station er betjener linje U4 og U7
Stationen åbnede i 1992
50°08′33″N 8°45′13″Ø / 50.1425°N 8.7537°Ø